# ماري داجولت
ماري كاثرين صوفي، الكونتيسة داجولت (ولدت في فلافيني ؛ 31 ديسمبر 1805) – 5 مارس 1876)، هي كاتبة ومؤرخة رومانسية فرنسية، معروفة باسم المستعار دانييل ستيرن . 

## حياة
ولدت في فرانكفورت أم ماين ، ألمانيا، بالاسم الكامل ماري كاثرين صوفي دي فلافيني ، ابوها هو ألكسندر فيكتور فرانسوا، فيكونت دي فلافيني (1770–1819)، أرستقراطي فرنسي مهاجر طليق، وزوجته ماريا. إليزابيث بيتمان (1772–1847)، ابنة مصرفي ألماني. أمضت ماري سنواتها الأولى في ألمانيا وأكملت تعليمها في دير فرنسي بعد استعادة البوربون .

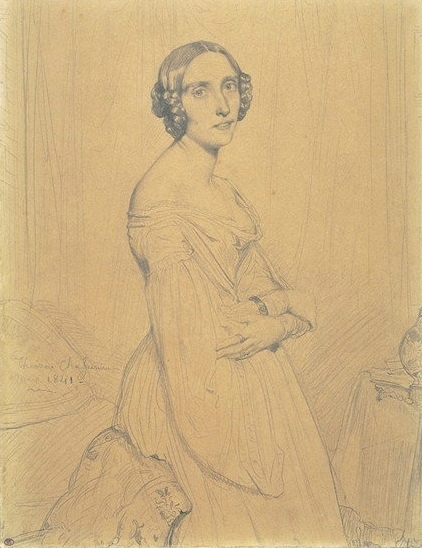
صورة داغولت، للفنان تيودور شاسيريو (متحف اللوفر)

## اعملها

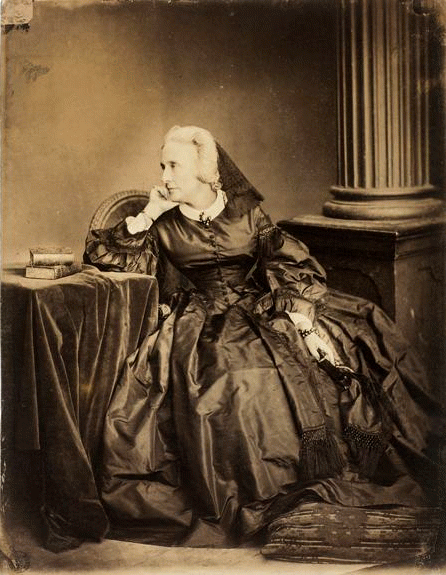
داغولت في عام 1861. تصوير آدم سالومون.

- قصصها الأولى ( هيرفيه ، جوليان ، وفالينتيا )، نُشرت في 1841-1845.
- تاريخ ثورة 1848 (ظهر من 1850 إلى 1853، في 3 مجلدات)، أشهر أعمالها نُشرت تحت اسم دانييل ستيرن [11]
- نيليدا ، رواية (1846) [12]
- رسائل الجمهوريين في الدراسات الأخلاقية والسياسة (1849، مقالات مجمعة) [13]
- ثلاث أيام من حياة ماري ستيوارت (1856)
- فلورنسا وتورينو (1862)
- تاريخ بدايات الجمهورية في باي-باس (1872)
- أم كاثوليكية تتحدث إلى أطفالها (1906، بعد وفاتها) [14]
- هدايا تذكارية (1877، بعد وفاته).
- المراسلات مع ليزت [15]